# James Gillett
James Norris Gillett (20 septembre 1860 - 20 avril 1937) est un homme politique américain qui est membre de la Chambre des représentants des États-Unis de 1903 à 1906 et gouverneur de Californie de 1907 à 1911.

## Biographie
James Gillett est né à Viroqua dans le Wisconsin et vit à partir de l'âge de 5 ans à Sparta. Admis au barreau du Wisconsin en 1881, il déménage en 1884 à Eureka en Californie.
De 1890 à 1895 Gillett est procureur de la cité d'Eureka avant de se faire élire en 1896 au Sénat de l'État de Californie sous les couleurs du Parti républicain. En 1902, il se fait élire membre de la Chambre des représentants des États-Unis et il se fait réélire en 1904.
Ces succès attirent l'attention de certains républicains proches des lobbyistes de la Southern Pacific Transportation Company. Ces derniers souhaitent se débarrasser du gouverneur en place, George Pardee, qui pense que le monopole de la compagnie de chemin de fer est nuisible à l'économie de l'état. Ils manœuvrent en conséquence afin d'obtenir la nomination de Gillett pour le poste de gouverneur à la convention républicaine de Santa Cruz en 1906.
L'élimination de George Pardee, dont la popularité est forte à la suite de sa gestion du séisme de 1906 à San Francisco, et les liens de Gillett avec les milieux d'affaires donnent lieu à controverse et entrainèrent de multiples appels à réformer le système des primaires afin de permettre une nomination directe. James Gillet remporte néanmoins les élections.

### Carrière politique
À la suite de son élection, le programme de James Gillett tient en quatre grands points : développer de nouvelles liaisons ferroviaires intercontinentales entre la Californie et l'est, encourager le débat sur la modification du mode de désignation lors des primaires tout en restant vague sur sa position personnelle, favoriser le développement des ports et en particulier celui de San Francisco, favoriser le développement de l'industrie agroalimentaire des fruits et du vin.
Au cours de son mandat sont adoptées en 1909 les premières lois eugénistes permettant de stériliser les malades mentaux et les déviants sexuels. De 1909 à 1950, on estime que 19 000 personnes furent stérilisées en application de cette législation.

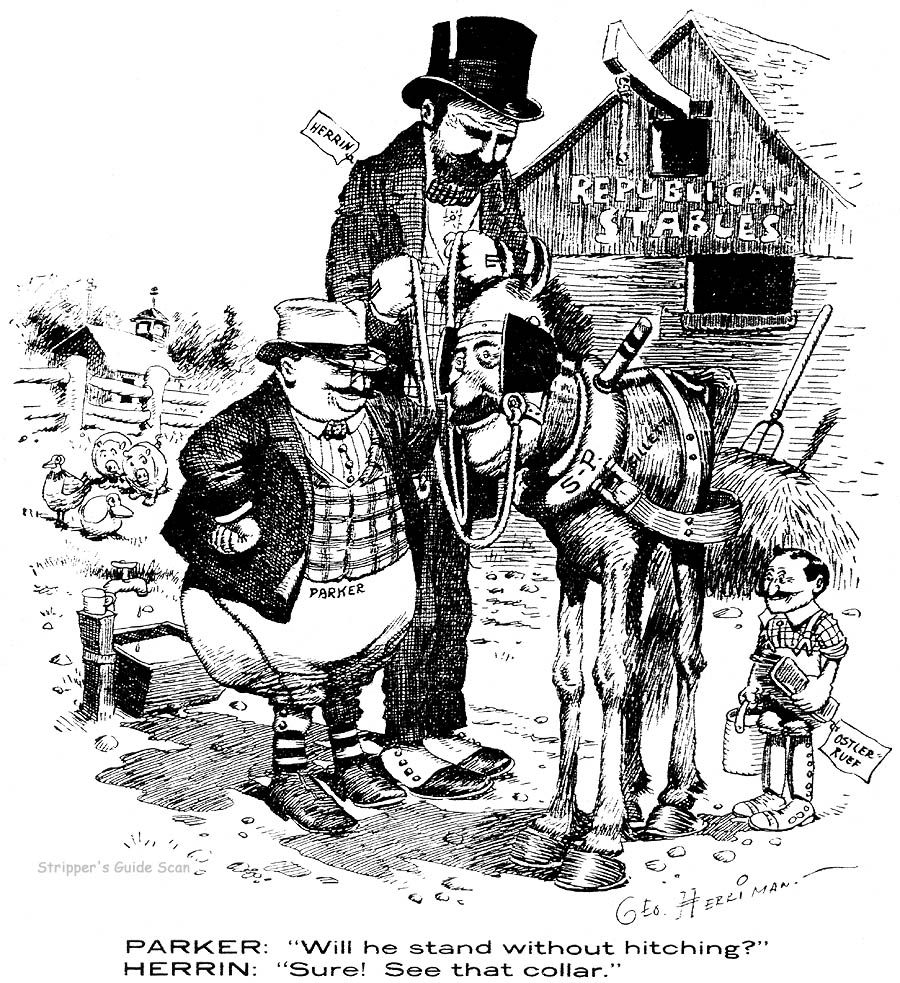
Caricature de James Gillett par George Herriman

La polémique sur ses conditions de nomination et ses rapports avec les compagnies ferroviaires perdurent tout le long de son mandat et le caricaturiste George Herriman prend l'habitude de le représenter comme le mulet de la Southern Pacific Transportation Company. Confronté à cette difficulté et à des soucis financiers, Gillett décide de ne pas se représenter lors des primaires de 1910.
À la suite de son mandat, il exerce comme avocat à San Francisco et est un important lobbyiste en faveur des intérêts pétroliers à Washington.